# Louis Plack Hammett
Louis Plack Hammet (Wilmington, Delaware, 7 de abril de 1894-Medford, Nueva Jersey, 23 de febrero de 1987) fue un químico físico estadounidense. Es conocido por la ecuación de Hammett, que relaciona la constante de velocidad de reacción con la constante de equilibrio para ciertas clases de reacciones orgánicas que involucran compuestos aromáticos. Es también conocido por su investigación de los superácidos y su descubrimiento de un esquema para comparar su acidez basado en lo que hoy es conocido como función de acidez de Hammett. El principio de Curtin-Hammett lleva su nombre.
Entre los premios que consiguió se encuentra la medalla Priestley en 1961, el premio Willard Gibbs en 1961, la Medalla Nacional de Ciencia de Estados Unidos en 1967, y la medalla Barnard por servicios meritorios a la ciencia en 1975.

## Biografía
Louis Plack Hammett nació en Wilmington mientras sus padres se encontraban de visita, y creció en Portland, Maine, siendo el mayor de tres hijos. Su padre, graduado con dos años adicionales en el Instituto de Tecnología de Massachusetts (MIT) estudió ingeniería mecánica en la Universidad de Harvard y era un funcionario del ferrocarril central de Maine.
Siguiendo los pasos de su padre, estudió en la Universidad de Harvard, donde se graduó en 1916, para posteriormente trabajó en Zúrich bajo las órdenes de Hermann Staudinger y participó en actividades científicas durante la guerra y brevemente en investigación industrial. Posteriormente, se doctoró en la Universidad de Columbia, donde trabajó como profesor entre 1921 y 1961.